# Cambridge Animation Systems
Cambridge Animation Systems（ケンブリッジ・アニメーション・システムズ）は、Animo（アニモ）という伝統的なアニメーション制作ソフトを開発したイギリスのソフトウェア会社である。イギリスのケンブリッジに本社があることからそう呼ばれている。現在はカナダのToon Boom Technologiesの一部である。

## 概要
1990年に設立され、1992年にはオリバー・アンテーク（Oliver Unter-ecker）が開発した「Compose in Color」を買収し、「Animo」というソフトウェアを開発した。Animoはいくつかのアニメーション映画に使用されて、ショートアニメ、テレビシリーズ、それはイギリスのアニメーション産業を推進して、2000年代まで、それはスタジオのようなキング・ロロ・フィルムズ、テレマジネーション、およびコスグローヴ・ホール・フィルムズ、映画会社は他の国でも、特にワーナー・ブラザース・アニメーション、ドリームワークス・アニメーション、およびネルバナ。Animoは世界で300以上のスタジオが使用している。
2000年、Cambridge Animation Systems会社は「Animo Inkworks」というプラグインを開発し、Mayaと3ds Maxのユーザーが3DデータをAnimoにエクスポートし、「Scene III」というプラグインによって2Dアニメーションに統合できるようにした。2001年、彼らはFlashをMayaに出力できる「Animo Sniffworks」という別のプラグインを開発した。
2009年、Cambridge Animation Systems会社はToon Boom Technologiesに買収され、倒産した。AnimoはToon Boom Technologiesに買収されたきりToon Boom Harmonyに機能が統合された。

## 使用例・評価
海外のアニメスタジオでは『スペース・ジャム』、『チャイニーズ・ゴースト・ストーリー スーシン』、『プリンス・オブ・エジプト』、『魔法の剣 キャメロット』、『アイアン・ジャイアント』、『王様と私』、『ファージングウッドのなかまたち』、『長くつ下のピッピ』、『スワン・プリンセス2/魔王の城』、『スワン・プリンセス3/禁断の書』、『ラグラッツ』、『ヨセフ物語 〜夢の力〜』、『エル・ドラド 黄金の都』、『スピリット』、『シンドバッド 7つの海の伝説』、『ベン・ハー』、『ヴァン・ヘルシング アニメーテッド』、『リディック アニメーテッド』、『ドクター・ストレンジ: 魔法大戦』、『勇者ソー 〜アスガルドの伝説〜』、『ウィッチ -W.I.T.C.H.-』、『Muhammad: The Last Prophet』、『Huntik: Secrets & Seekers』などのアニメーション作品を制作している。
日本では主にスタジオディーンとProduction I.Gが使用し、前者は『ココロ図書館』、『あまえないでよっ!!』、『地獄少女』、『銀牙伝説WEED』、『プリンセス・プリンセス』、『純情ロマンチカ』第1期・第2期、『桃華月憚』、『07-GHOST』、『生徒会の一存』、『世界一初恋』、後者は『新世紀エヴァンゲリオン劇場版 Air/まごころを、君に』、『パンツァードラグーン』、『イノセンス』、『ももへの手紙』などがAnimoを用いて制作された。このうち前者は後にRETAS STUDIOへと移行している。その他『スチームボーイ』などのアニメーション作品もAnimoを使用している。

## 機能一覧
- BatchMonitor（バッチ処理監視装置）
- ColorCorrector（色補正）
- Configure（配置）
- Director（コンポジット）
- ImageProcessor（トレース）
- InkPaint（デジタルペイント）
- PencilTester（鉛筆試験器）
- Replayer（動画再生）
- ScanBackground（背景スキャン）
- ScanLevel（動画スキャン）
- SoundBreakdown（音響）
- VectorEditor（編集）

一般的には、ScanLevel（動画スキャン）、ImageProcessor（トレース）、InkPaint（デジタルペイント）、Director（コンポジット）という4つのツールを使用している。また、コンポジットにはAdobe After Effectsが利用されることもある。